# Кокозашвили, Григорий Дмитриевич
Григорий Дмитриевич Кокозашвили (10 сентября 1912 — ?) — наводчик орудия 370-го артиллерийского полка (230-я стрелковая дивизия, 9-го стрелкового корпуса, 5-я ударная армия, 1-й Белорусский фронт) сержант, участник Великой Отечественной войны, кавалер ордена Славы трёх степеней.

## Биография
Родился 10 сентября 1912 года в городе Тифлис (ныне — Тбилиси, Грузия) в семье рабочего. Грузин.
В 1932 году окончил 7 классов 2-й железнодорожной школы, в 1935 — профтехучилище. Работал слесарем на заводе имени 26 бакинских комиссаров.
В 1937—1940 годах проходил срочную службу в Красной армии, был оружейным мастером в стрелковом полку в городе Ленинград. После увольнения в запас вернулся в Тбилиси, на тот же завод. В мае 1941 года был мобилизован на военные сборы.
С началом Великой Отечественной войны зачислен в 415-й зенитный артиллерийский полк Закавказского военного округа. В течение года в составе расчёта зенитного орудия нёс службу ПВО.
С августа 1942 года участвовал в боевых действиях заряжающим в составе 20-го отдельного сапёрного батальона на Северо-Кавказском фронте. После расформирования, с августа 1943 года продолжил сражаться с врагом в рядах 230-й стрелковой дивизии. В составе 370-го артиллерийского полка этой дивизии наводчиком орудия прошёл до конца войны. В 1943 году вступил в ВКП(б).
Первой боевой наградой артиллериста Кокозашвили стала медаль «За отвагу», которую он получил уже в сентябре 1943 года. В бою 11 сентября точной наводкой огнём подавил огонь миномётной батареи, уничтожил станковый пулемёт, рассеял и частично уничтожил до взвода гитлеровцев.
27 февраля 1944 года на правом берегу реки Днепр в бою за село Золотая Балка младший сержант Кокозашвили метким огнём орудия подавил 2 пулемётные точки и поразил до 20 солдат, разрушил наблюдательный пункт противника. 28 февраля в бою за село Ленинское (те же район и область) огнём прямой наводкой вывел из строя 2 пулемётные точки, 75-мм орудие и подавил огонь 1 миномёта, истребил до 15 вражеских солдат. Своими действиями обеспечил успешное наступление стрелкового подразделения. Был представлен к награждению орденом Красной Звезды, командиром дивизии статус награды был изменён на орден Отечественной войны 2-й степени, и документы ушли дальше по инстанции.
Приказом по частям 9-го стрелкового корпуса от 17 апреля 1944 года (№ 13/н) сержант Кокозашвили Григорий Дмитриевич награждён орденом Славы 3-й степени.
14 января 1945 года при прорыве вражеской обороны на Магнушевском плацдарме юго-восточнее города Варка (Польша) сержант Кокозашвили точным огнём из орудия уничтожил 2 пулемёта и дзот вместе с находившимися в нём гитлеровцами. 16 января при освобождении населённого пункта Мханиус (западнее города Лодзь, Польша) подавил 2 пулемёта, в результате пехота без потерь заняла населённый пункт. Преследуя противника западнее города Лодзь лично истребил из автомата 5 гитлеровцев. Был представлен к награждению орденом Красной Звезды, но командир дивизии изменил статус награды.
Приказом по войскам 5-й ударной армии от 4 марта 1945 года сержант Кокозашвили Григорий Дмитриевич награждён орденом Славы 2-й степени.
16 апреля 1945 года в районе железнодорожной станции Вербис (на подступах к городу Берлин, Германия) сержант Кокозашвили под сильным артиллерийско-миномётным огнём, стреляя с открытой позиции, разбил 3 пулемёта, 3 зенитных орудия противника. 23 апреля 1945 года в уличных боях за город Берлин разрушил здание, превращённое гитлеровцами в дзот, чем помог наступающей пехоте.
В октябре 1945 года старший сержант Кокозашвили демобилизован.
Вернулся в родной город Тбилиси. Вновь поступил слесарем на тот же завод имени 26 бакинских комиссаров.
Указом Президиума Верховного Совета СССР от 15 мая 1946 года сержант Кокозашвили Григорий Дмитриевич награждён орденом Славы 1-й степени. Стал полным кавалером ордена Славы.
С июля 1949 года работал слесарем, мастером на электровагоноремонтном заводе имени Сталина С апреля 1964 года — водителем электрокара, кочегаром на паровозоремонтном заводе. В 1972 году вышел на пенсию, но продолжал трудиться на заводе ещё 5 лет. С 1979 года — пенсионер союзного значения.
Жил в городе Тбилиси. Дата кончины не установлена.

## Награды
- Орден Отечественной войны I степени (11.03.1985)[3]
- Полный кавалер ордена Славы:
  - орден Славы I степени (15.05.1946))[4];
  - орден Славы II степени (04.03.1945)[5];
  - орден Славы III степени (17.04.1944)[6];

- медали, в том числе:
  - «За отвагу» (16.09.1943)[4]
  - «В ознаменование 100-летия со дня рождения Владимира Ильича Ленина» (6 апреля 1970)
  - «За победу над Германией» (9 мая 1945[7])
  - «За взятие Берлина» (9.06.1945)
  - «20 лет Победы в Великой Отечественной войне 1941—1945 гг.» (7 мая 1965[8])
  - «30 лет Победы в Великой Отечественной войне 1941—1945 гг.»[9]
  - 40 лет Победы в Великой Отечественной войне 1941—1945 гг.[10]
  - «30 лет Советской Армии и Флота»[11]
  - «40 лет Вооружённых Сил СССР»[12]
  - «50 лет Вооружённых Сил СССР» (26 декабря 1967[13])
- Знак «25 лет победы в Великой Отечественной войне» (1970)

## Память
- На могиле установлен надгробный памятник
- Его имя увековечено в Главном Храме Вооружённых сил России, и навсегда запечатлено на мемориале «Дорога памяти»